# Physaliastrum echinatum
Physaliastrum echinatum là loài thực vật có hoa trong họ Cà. Loài này được (Yatabe) Makino miêu tả khoa học đầu tiên năm 1914.